# مباشرة في شيكاغو
مباشرة في شيكاغو (بالإنجليزية: Live in Chicago)‏ هو ألبوم مباشر وفيلم حفلات لفرقة البوب روك الأمريكية بانيك! آت ذا ديسكو. صدر يوم 2 دجنبر 2008 ويوثق أداءات الفرقة في مسرح كونغرس بشيكاغو، إلينوي يومي 23 و 24 ماي في جولة Honda Civic سنة 2008. أزالت الفرقة في وقت صدوره علامة التعجب من اسمها.

## روابط خارجية
- ...مباشرة في شيكاغو على موقع أول موفي (الإنجليزية)